# Peuceptyelus distanti
Peuceptyelus distanti är en insektsart som först beskrevs av Victor Lallemand 1912.  Peuceptyelus distanti ingår i släktet Peuceptyelus och familjen spottstritar. Inga underarter finns listade i Catalogue of Life.